# Novantinoe agriloides
Novantinoe agriloides är en skalbaggsart som först beskrevs av Bates 1885.  Novantinoe agriloides ingår i släktet Novantinoe och familjen långhorningar.
Artens utbredningsområde är:
- Guatemala.
- Honduras.

Inga underarter finns listade i Catalogue of Life.